# Агнеса Гогенштауфен
Агнеса Гогенштауфен (нем. Agnes von Hohenstaufen; 1116 или 1118—1151) — дочь короля Германии Конрада III, супруга великого князя Киевского Изяслава Мстиславича.

## Биография

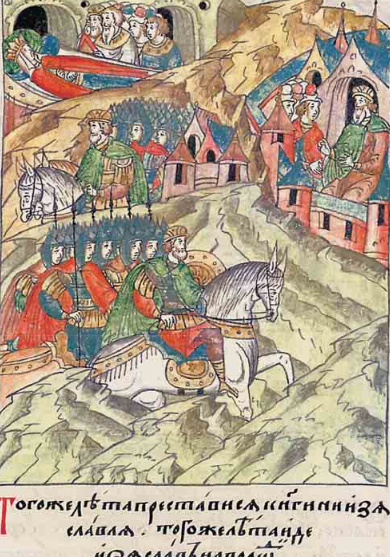
Смерть Агнесы Гогенштауфен (Германской) в миниатюрах служителей Царской скриптории в Александровской слободе (ок. 1560-1570 гг.)

Из династии Гогенштауфенов, старшая дочь короля Германии Конрада III и Гертруды фон Ротенбург. Год рождения неизвестен, возможно родилась в 1116 или 1118. В конце правления князя Киевского Мстислава Изяславича, вышла замуж за его сына Изяслава. В 1135 году вместе с мужем уехала во Владимир-Волынский. В 1140-х года княгиня Переяславля.
С 1146 — 1149 годы Изяслав Мстиславич княжил в Киеве, а Агнеса стала великой княгиней. В результате политической усобицы 1149 года покинула Киев. В 1151 — 1154 году Изяслав Мстиславич повторно становится великим князем Киевским. Скончалась в том же 1151 году.

## Брак и дети
- Мстислав (ок. 1125/1126 или ок. 1132/1135 — 19 августа 1170) — великий князь Киевский 1167 — 1170.
- дочь, имя неизвестно (ум. после 1171) — с 1143 жена Полоцкого князя Рогволода Борисовича.
- Евдокия (? — после 1151) — с 1154 жена польского князя Мешко III.
- Ярослав (ок. 1133/1136 — после 1173, до 1180) — великий князь Киевский 1173 — 1174.
- Ярополк (1143/1147 — 7 марта 1168) — князь бужский и шумский.